# Tumasgiu Alfonsi

Tumasgiu Alfonsi (1863-1947) également appelé Tomasu Alfonsi né à Moncale et mort à Bologne était un auteur, ecclésiaste et poète corse.

## Biographie
Tumasgiu Alfonsi est né à Moncale le 21 août 1863. Il fréquentait les frères du couvent de Corbara. Il étudie également à Calvi et Pigna avec son frère prêtre. Il est devenu plus tard dominicain. Il quitte la Corse en 1878 et part pour l'Italie où il restera jusqu'à la fin de sa vie, revenant de temps en temps en Corse. Il était frère au couvent patriarcal de San Domenico à Bologne, où il était professeur de philosophie et de théologie à partir de 1889.
Il a écrit des poèmes en balanino parlé de langue corse dans A Muvra sous le pseudonyme de U Babbuziu . Il a également écrit dans L'Annu Corsu.
Il a également écrit en italien et en italique dans les Archivio Storico di Corsica, Corsica Antica e Moderna et Il Telegrafo. Mais ses textes concernaient la Corse : Santa Restituta, la langue corse et son orthographe, sa toponymie, ses coutumes et proverbes corses.
Il a également publié dans des journaux et magazines italiens de nombreuses études sur la religion et l'histoire. Il est également l'auteur d'un petit dictionnaire de langue corse intitulé Il dialetto corso nella parlata balanina, publié en 1932.
Alfonsi est décédé à Bologne le 3 janvier 1947.

## Travaux

### Poésie

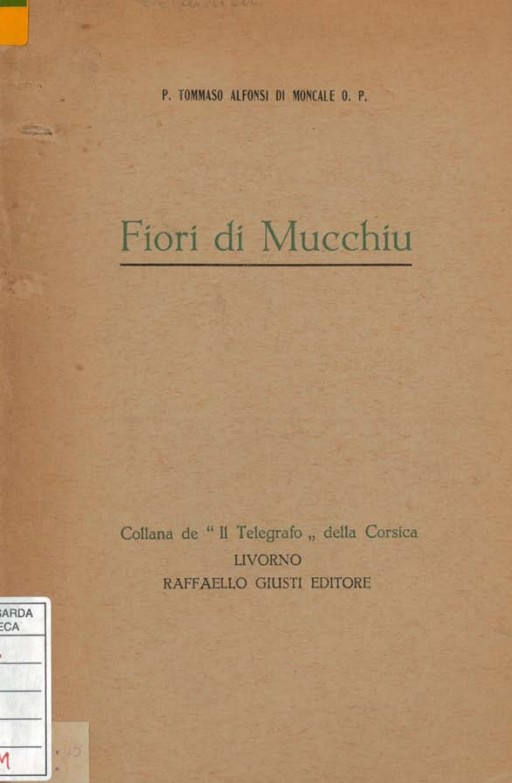
Le couvrant de Fiori di Muchju

Fiori di Muchju, un recueil de 16 poèmes : Corsica, Balagna, U Cantu di i Morti à Ponte Novu, U mo Paese, Mamma, I Patrinnostri di Mamma, Barbari ?, 21 Ottobre 1969, A Petra d'Algaghjola, Santu Raineri di Montemaiò, E Nostre Campane, I Mo Libri, A Risposta di u Mulinaghju, San Teofilu di Corti, À l'Immaculata, A Legenda Vaticana di Santa Ristituta. L'ouvrage se termine par un lexique des mots spécifiques du corse balanina parlé.

### Linguistique
Il dialetto corso nella parlata balanina (1932): un dictionnaire corse-italien-français mettant l'accent sur le balanin parlé, et un supplément dédié aux francismes.